# Utajärvi
Utajärvi è un comune finlandese di 2523 abitanti, situato nella regione dell'Ostrobotnia Settentrionale.